# Kalpetta
Kalpetta är en stad i den indiska delstaten Kerala, och är huvudort för distriktet Wayanad. Folkmängden uppgick till 31 580 invånare vid folkräkningen 2011. Kalpetta, som ligger på 1 000 m ö.h., är omgiven av berg. Det är en viktig turiststad och lever i övrigt på odling av te och kaffe.
Staden ligger längs huvudvägen Kozhikode-Mysuru (NH 212), 74 km från Kozhikode, 132 km från Mysuru, 270 km från Bangalore och 270 km från Kochi.